# Alloy (Tyshawn-Sorey-Album)
Alloy ist ein Musikalbum von Tyshawn Sorey. Die am 10. Juni 2014 im Firehouse 12 Studio, New Haven, Connecticut entstandenen Aufnahmen erschienen am 28. Oktober 2014 auf Pi Recordings.

## Hintergrund
Der Schlagzeuger Sorey wird auf seinem Album Alloy von dem Pianisten Cory Smythe unterstützt, der sich in ähnlichen musikalischen Kreisen bewegt und für seinen Auftritt mit der klassischen Geigerin Hilary Hahn im Kennedy Center hervorragende Kritiken erhielt. Bassist Christopher Tordini, der auf dem Vorgängeralbum Oblique-1 Teil von Soreys Quintett war, komplettiert das Trio.
In „Template“ (das ursprünglich auf That/Not (2007) erschienen war) legt Sorey ein Tempo fest, das sich über einer gleichmäßigen, aber ebenso unruhigen Klavierlinie ständig ändert. Das knapp 20-minütige „Movement“ bietet Klaviermusik, inspiriert von Johannes Brahms, Claude Debussy und Bill Evans, notierte Mike Shanley. Sein sanfter, frei fließender Satz klingt durchkomponiert und behält dennoch ein Gefühl von Spontaneität. „A Love Song“ hingegen ist von Morton Feldman inspiriert: Eine Reihe unbegleiteter Klaviernoten wiederholt sich in wechselndem Tempo. Als Sorey und Tordini nach der Hälfte des 30-minütigen Stücks endlich auftauchen, durchbricht das kurze Solo des Bassisten die lange Spannung und führt schließlich zu einem langsamen 6/8-Groove.

## Titelliste
- Tyshawn Sorey: Alloy (PI56)[2]

1. Returns 15:17
2. Movement 19:52
3. Template 7:16
4. A Love Song 30:53

## Rezeption
Nach Ansicht von Karl Ackermann, der das Album in All About Jazz rezensierte, würde nach Soreys hochgelobtem Oblique-1 (2011) der Fokus in vier langen Kompositionen von „Alloy“ auf ein Nebeneinander etablierter Strukturen und Improvisationen verlagert, in denen die Melodien flüchtig, aber dramatisch wirkungsvoll sind. Alloy sei ein demokratisches Unterfangen, obwohl Smythe oft im hörbaren Mittelpunkt dieser Werke stehe, die allesamt den Anschein improvisierter Klangexperimente vermitteln.
Tyshawn Sorey sei nicht nur ein Schlagzeuger, der das raue musikalische Terrain von Vijay Iyer, Steve Coleman und Steve Lehman bewältige, sondern würde sich auch als Komponist weiterentwickeln, der gleichermaßen experimentellen Jazz und Neue Musik nutze, schrieb Mike Shanley in JazzTimes. Während Soreys Oblique-1 ein vielseitiges Quintett aus Saxophon, Gitarre und Rhythmusgruppe präsentierte, reduziere sich Alloy auf ein Klaviertrio. Die geschäftige Atmosphäre des vorherigen Werks würde teilweise auf wenige, in der Luft schwebende Töne reduziert, um ein Statement zu setzen. Dies sei kein leichtes Hörerlebnis, aber ein fesselndes.
Tyshawn Sorey sei hier so etwas wie ein Illusionist, schrieb Aaron Novik in seinem Blog Bird Is the Worm. Der Schlagzeuger beschwört ein verblüffendes Bild herauf, nur um es plötzlich in etwas völlig anderes verwandeln zu lassen … und doch verleiht die Art und Weise, wie er diese Veränderungen manipuliere, dem Ganzen eine gewisse Logik. Sein Material scheint unerschöpflich; ein Stück, das an Bill Evans’ introspektivste Momente erinnere, würde eine flüsternde Passage nutzen, um plötzlich eine kaum verhohlene Wildheit zu offenbaren, als wäre ein Avantgarde-Stück kurz vor dem Angriff. Doch selbst dies könnte zu einem Abschnitt führen, der an Marcin Wasilewskis stimmungsvolle Klavierklänge oder an jene Momente erinnert, in denen klassische Musik angesagt ist. Sorey wechsle die Schlagzeugpartie auf vielfältige Weise, um alle möglichen Nuancen mit unterschiedlicher Intensität zu entwickeln. Dies sei zweifellos ein intellektuelles Album, aber es habe eine emotionale Wucht. Sorey mache alles hervorragend klar, aber nur für einen kurzen Moment, und dann mache er es auf andere Weise klar. „Es ist, als würde man einem Walzer zusehen, der von Schachmeistern inszeniert wird, die Hologrammfiguren auf einem Nebelbrett verschieben.“